# Eremitas Camaldulenses de Monte Corona
La Congregación de Eremitas Camaldulenses de Monte Corona (en latín: Congregatio eremitarum camaldulensium Montis Coronae) es una Orden religiosa católica monacal de derecho pontificio, fundada por Pablo Justiniani el 7 de mayo de 1529, separando el monasterio de Monte Corona, de la Orden Camaldulense. A los monjes de este instituto se les conoce como Eremitas Camaldulentes de Monte Corona o simplemente como Eremitas de Monte Corona, y posponen a sus nombres las siglas E.C.M.C.

## Historia

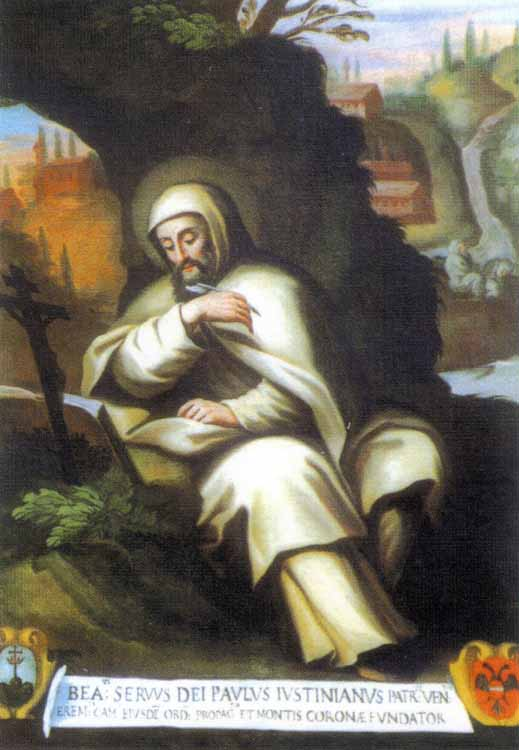
Pablo Justiniani (1476-1528), reformador de la Camáldula y fundador de la Congregación de Monte Corona.

En 1520, el monje camaldulense Pablo Justiniani, deseoso de vivir una vida con mayor austeridad y con el fin de regresar a las prácticas antiguas eremitas para las que había nacido la Orden Camaldulense, inició una reforma de vida con la fundación de la ermita de Monte Corona, cerca de Perugia (Italia). Para la fecha, las pretensiones de Justiniani no eran separarse de la orden, sino retornar al espíritu fundacional, pero con la aprobación del papa León X para la fundación de nuevos monasterios, según el estilo de Monte Corona, se dio vida a la Compañía de los Eremitas de San Romualdo (más tarde cambiaron el nombre por Eremitas Camaldulenses de Monte Corona, independizándose de la Camáldula el 7 de mayo de 1529.
La orden conoció un periodo de expansión a mediados del siglo XVII, llegando a tener 30 yermos presentes en Italia, Polonia, Austria, Hungría, Eslovaquia y Lituania.

## Organización
Los eremitas de Monte Corona se dedican a la vida contemplativa, integrando elementos del cenobitismo con algunos elementos eremíticos. Cada eremita vive en soledad en su propia ermita, con su capilla y su baño, totalmente separadas cada una. Sale de ella solo para vivir alguno momentos de comunidad, como la oración, el trabajo y la recreación. A los monasterios se les llama yermos y se asemejan a pequeñas ciudades.
Al superior general se llama Abad o Padre mayor y su residencia es el Sacro Eremo Tusculano de Monte Porzio Catone. Actualmente el abad mayor es el monje colombiano Emir José Castillo Zárate.
En la actualidad la Congregación cuenta con 66 monjes, de los cuales 33 son sacerdotes, y unos 9 yermos, presentes en Colombia, España, Estados Unidos, Italia, Polonia y Venezuela.